# Il senso della vita (album)
Il senso della vita è il quarto album del gruppo musicale italiano GHOST, pubblicato il 28 ottobre 2016.
All'interno di questo album sono comprese collaborazioni con Ornella Vanoni per il brano Hai una vita ancora, e con Enrico Ruggeri per il brano Il senso della vita che dàil nome all'album. L'album entra dalla prima settimana nella top ten al sesto posto della Classifica FIMI.

## Tracce
1. Il senso della vita (Feat. Enrico Ruggeri) – 3:33
2. Le mie radici – 4:13
3. Hai una vita ancora (Feat. Ornella Vanoni) – 3:05
4. Un'estate unica – 3:31
5. La verità – 5:13
6. Ho difeso il mio amore (Nights in White Satin) (Cover Moody Blues) – 4:09
7. Il cuore del mondo – 4:43
8. Come fai sbagli – 3:44
9. Non è una favola – 3:25
10. Oggi – 3:39

## Classifiche
| Classifica (2016) | Posizione massima |
| ----------------- | ----------------- |
| Italia            | 6                 |